# Hamelmal Abate
Hamelmal Abate, née vers 1965, est une chanteuse éthiopienne.

## Biographie
Hamelmal est née à Harar vers 1965, puis grandit à Asebe Teferi, dans la province d’Hararghe. À l'école primaire, elle se découvre un intérêt pour la musique et le chant. Elle aime imiter des musiciens comme Bizunesh Békélé et Ali Birra (en). Ses camarades de classe l'appellent Bizunesh.  Elle chante aussi dans le chœur d'une église,.
Elle joue ensuite dans une formation de jeunes appelée  Kebele Kinet, nommée ainsi là encore en référence à Bizunesh Békélé. Passionnée par la musique, et désirant faire carrière dans ce domaine, elle gagne la ville d’Harar. Sa famille est très réticente à ses choix. Hamelmal Abate se souvient que sa mère s’est efforcée de la décider à revenir à Asebe Teferi depuis Harar. Déterminée à réussir en tant que musicienne, elle tient bon. Elle n'a que 14 ans lorsqu'elle rejoint l'orchestre de la police de Harar. C’est l’époque du régime militaire du Derg, une grande partie des formations musicales sont étatisées,. 
À vingt ans, elle  s’installe à Addis-Abeba. Elle passe des auditions dans toutes les théâtres de la ville. Le National Theater décide de l'engager en tant que free-lance. Elle enregistre aussi son premier disque, et joue pendant quelque temps avec le Roha Band de Selam Woldemariam (en) et de Neway Debebe , une des petites formations indépendantes subsistant, avant de tenter de lancer sa formation, le Hamelband. C’est aussi l’époque de l’introduction des synthétiseurs qui, avec leurs fonctions multiples (boîte à rythmes, ligne de basse, cordes, cuivres), donnent un son bien particulier à la musique éthiopienne mais accélère aussi la fin des grandes formations,.
En 1992, elle part émigrer aux États-Unis. Elle se produit au sein de la diaspora éthiopienne, dans le monde. Plusieurs de ses titres rencontrent également le succès en Éthiopie, où elle donne des concerts. 
Elle rentre en Éthiopie dans les années 2000/début des années 2010. En 2017, elle remporte un prix AFRIMA (All Africa Music Awards, dans la catégorie Best Artiste or Group in African Traditional,,. Elle a enregistré sur l'ensemble de son parcours une dizaine d'albums, et a été invité plusieurs fois sur des albums d'autres artistes. Durant la pandémie du Covid-19, à la suite des dispositions prises par le gouvernement éthiopien pour sécuriser les arrivées dans ce pays, elle met un hébergement à disposition des arrivants démunis, pour les 14 jours de quarantaine qui leur est imposée.